# 血管學

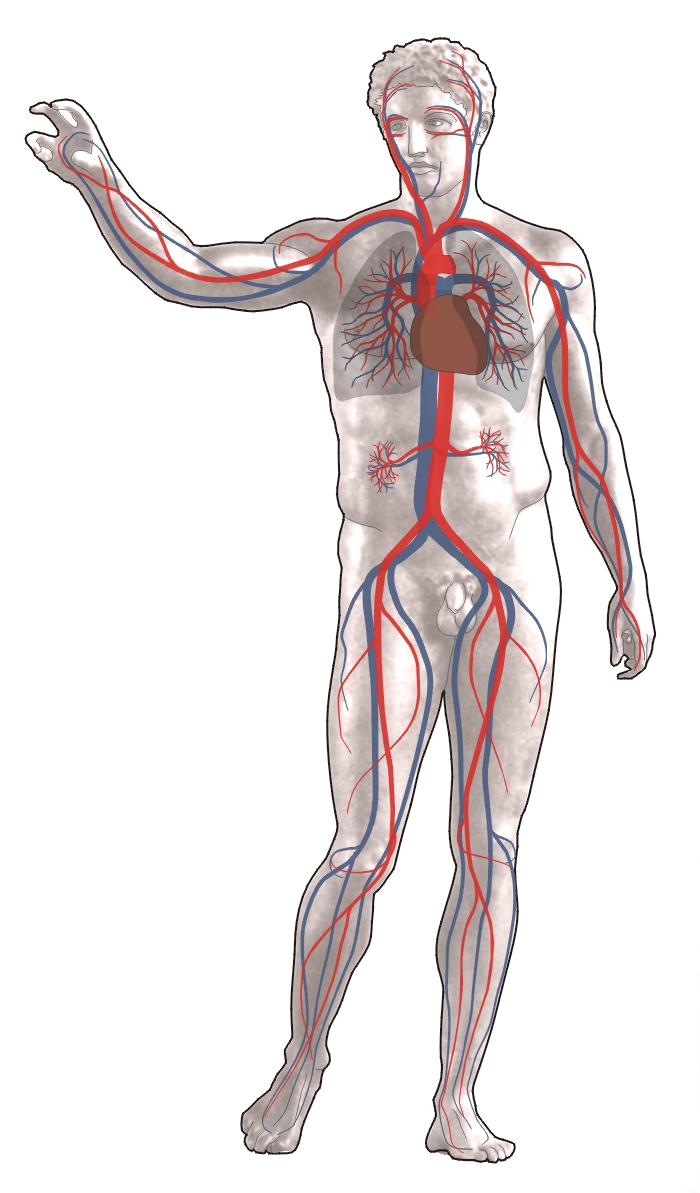
人體循環系統

血管學 (從希臘 , angeīon, "血管"; 與, -logia) 是一門專門研究循環系統、淋巴系統相關疾病的科學，例如：動脈, 靜脈與淋巴管的問題與疾病，在英國，比較常用血管學這個詞；在美國則偏好使用血管醫學一詞。
現今社會大部分的死因是心血管方面疾病所造成，而血管學正是以預防、診斷與治療心血管相關級併為宗旨。
動脈疾病包括主動脈(動脈瘤、夾層動脈瘤)以及動脈所供應的四肢、腎臟、大腦、腸子，另外也包括了動脈栓塞、血栓形成與血管炎，如果這些疾病能獲得適當地改善，就能避免心肌梗塞、中風發生的機率。相對地，靜脈相關疾病則有靜脈栓塞、慢性靜脈瓣膜功能不全、靜脈曲張。淋巴相關疾病則包含原發性和次發性淋巴水腫。
高膽固醇、高血壓都是心血管疾病的高危險群，不過可以藉由專業的血管醫學來做調控，因此血管學家須具備以其獨特的觀點進行全面性解決心血管疾病的能力。

## 歷史
血管學這個名詞首次被蓋倫所使用，除此之外，安德雷亚斯·维萨里、马尔切洛·马尔皮吉也對此學科做出巨大的貢獻。

## 血管醫學訓練
歐洲擁有完備且嚴謹的血管醫學訓練，尤其是在法國、瑞士與荷蘭；美國則具有數個獨立的血管醫學訓練方案，以及12個由國立衛生研究院 (美國)資助的3年培訓計畫。這些計畫對於內科學家或心臟科學家的進修都相當合適。

## 外部連結
- 美國血管醫學理事會 （页面存档备份，存于）
- 血管醫學協會 （页面存档备份，存于）
- 國家心臟、肺和血液研究所
- VAS - 血管獨立研究和教育 - 歐洲組織 （页面存档备份，存于）